# سازه‌های تاشو
سازه‌های باز و بسته شونده
افزایش جمعیت، پیشرفت تکنولوژی، محدودیت امکانات ساختمان‌سازی را به سمت استفاده از شیوه‌های نوین طراحی و حداکثر استفاده بهینه از فضا هدایت می‌کند. و بدین سبب معماران و طراحان سازه ترغیب به استفاده از ایده‌ها و فرم‌ها و اشکالی خواهند شد که حداقل اتلاف فضایی و مصالحی را داشته باشد و در عین حال کارایی و امکانات مناسب را ارائه دهد. یکی از این ایده‌ها ساخت بنا با سقف متحرک و باز و بسته شونده است تا شرایط مناسبی را برای بنا در فصول مختلف در شرایط متغیر ایجاد کند.

## تاریخچه
امروزه سقف بیشتر ورزشگاه‌ها و بعضی آمفی تئاترها به گونه‌ای طراحی شده که قابلیت باز و بسته شوندگی با توجه به تغییر شرایط محیطی در فصول مختلف داشته باشد. ساخت بنا با سقف متحرک از اعصار پیش رواج داشته‌است مانند چادرهای عشایر یا ولاهای رومی. ولاهای رومی که نوعی تئاتر رومی مرکب از تیرهای چوبی و ترکه‌های عمودی بوده‌است که با طناب به هم متصل می‌شده و با کشیدن طناب زاویه قرارگیری طناب را متغیر می ساخته‌اند. در باغسازی دوره قاجاریه از سازه‌های سبک در باغ‌ها به جهت ایجاد سایه در میان باغ استفاده می‌شده که در تابستان در زیر این چادرها محل گذراندن اوقات فراغت و انواع مراسم بوده‌است.

## تاریخچه ایجاد سازه‌های باز و بسته شونده
از جمله تحقیق‌های رسمی در بازه این سازه مربوط به سازمان ناسا آمریکا به جهت ساخت سازه‌ای باز و بسته شونده و قابل حمل به فضا و قابلیت انتقال به وسیلهٔ فضاپیما بوده‌است. بنابراین نیاز به سازه‌ای با قابلیت جمع شدگی و سپس باز شدن و سرهم بندی سریع و گسترده بود. این عوامل از معیارهای طراحی این سازه به‌شمار می‌آید.
احتیاج به سازه‌های متحرک که قابل حمل و نصب مجدد در مکان‌های  متعدد است و به‌طور ساده و سریع نصب می‌گردد باعث پیدایش سازه‌های باز شونده و جمع شونده شد که با رشد روزافزون و استفاده از این نوع سازه‌ها بخصوص درکشورهای صنعتی، مورد توجه پژوهشگران و صنعت گران قرار گرفته‌است. سازمان فضایی و هوانوردی ژاپن با استفاده از اصول پیچیده ریاضی و ترکیب با هنر سنتی به سطوح قابل گسترش دست یابند و از طریق رساندن انحنا به صفر (سطح مسطح) و استفاده از صفحات تاشو، به صفحات مسطح باز و بسته شونده دست یابند. ایده ساخت سقف متحرک از سوی پینه رو مطرح شد. وی بر روی ۲نوع سازه مختلف کار کرده‌است:
۱.	سازه مشبک مجزا
۲.	سازه باز و بسته شونده
پنیه رو سازه باز و بسته شونده را از ترکیب ورقه‌های نازک حجم‌های مسطح و محدب به وجود آورد. در سال ۱۹۶۴ معمار آلمانی "فرای اتو" بین سقف‌های صلب و سقف‌های پوسته‌ای تمایز قایل شد و در این راستا فرم‌های ممکن سقف‌های متحرک را در یک ماتریس طبقه‌بندی کرد. در دو دهه اخیر توان بشر برای ساخت سقف‌های متحرک افزایش یافته و اساس این تحول انعطاف‌پذیری و بهینه شدن اقتصادی اجرای آن نسبت به سقف‌های ثابت و سنتی است که یکی از مزیت‌های این گونه سازه‌ها به حساب می‌آید. امروزه سقف بیشتر ورزشگاه‌ها از سقف‌های متحرک ساخته شده‌است. لازم به ذکر است سازه‌های باز و بسته شونده با سازه‌های پیش‌ساخته متفاوت است. در همه ساختمان‌ها نوعی پیش ساختگی وجود دارد مثلاً مصالح فولادی در ساختمان تولید نمی‌شوند اما در سازه‌های باز و بسته شونده کل سازه بنا در کارخانه کاملاً سرهم شده و سپس به منطقه مورد نظر حمل شده و سپس با باز کردن قطعات، قابلیت جمع شدگی و تا شدن پیدا کرده و در محل ساختمان گسترده شده و سازه کل ساختمان در یک جا به دست می‌آید.
سازه‌های تاشو از اعضای پیش ساخته‌ای تشکیل شده‌است و قابلیت تحمل بار نیز تا حدی دارا می‌باشند. این سازه‌ها، توانایی باز و بسته شدن را دارند. حالت بسته به صورت مجموعه‌ای فشرده از میله‌های تقریباً موازی هستند که چتر نمونه متدوالی از آنهاست کاربرد این سازه‌ها بسیار گسترده و از سازه‌های موقت گرفته تا فضا پیماها است. در ایران سالانه با وجود زلزله‌های مخرب و ویرانگر، زلزله زدگان و سیل زدگان نیاز شدید به سر پناه دارند در این میان استفاده از این سازه‌ها می‌تواند کمک مؤثری در حفظ جان و مال آنان داشته باشد.

## کاربردهای مهم سازه‌های تاشو
سرپناه‌های اضطراری، پله‌ها، برج‌ها و دکل‌های بازشو و تاشو، پل‌های اضطراری، جرثقیلها، ساختمان‌ها و سرپناه‌های موقت در نقاط دوردست، انبارها، پوششها، مخازن و تعمیرگاه‌های سهل الحصول موقت یا دائمی، گنبدهای کروی و سهموی ثابت یا متحرک، داربستها، سرپناه به عنوان سایه بان یا محافظ در برابر بارندگی بازوها و اندام‌های رباتها، اردوگاه‌های سبک وزن موقت و ساز ه‌های تفریحی، دیوارهای جداکننده، گلخانه‌ها و سایر فضاهای سرپوشیده مورد نیاز در کشاورزی، تئاترها و کنسرتهای سیار، صنایع بسته‌بندی و صنایع اسباب بازی، ابزار و وسایل مکانیکی و صنعتی، اجزاء ایستگاه‌های فضایی، واحدهای اسکان برای ایستگاه‌های فضایی و غیره.  فرم سازه‌های فضایی بر گرفته از طبیعت است، فرم‌های طبیعی از صلبیت فوق العاده‌ای برخوردارند و از حداقل مصالح برای حداکثر استفاده سازه‌ای بهره‌مند شده‌اند.

## مزایای این ساختارها
- قابلیت گسترش: یک یا چند بار
- امکان استفاده در تمام سازه یا بخشی از آن
- سهولت جابجایی
- برپایی سریع
- امکان استفاده در بحران
- اقتصادی بودن (که بستگی به مقیاس و نوع پروژه نیز دارد)[۱۳]

گونه اصلی: سازه‌های قیچی سان (پانتوگرافها)
-	در این سازه، واحد تاشونده پایه از دو عضوی که در وسط یا نزدیکی وسط طولشان به یکدیگر متصل شده‌اند و مکانیزم قیچی را به وجود می‌آورند ساخته شده‌است. گسترش اعضا ی ذکر شده می‌تواند فرم یک خرپای گسترده را تشکیل دهد. سبکی وزن و مدولار بودن از ویژگی‌های این سازه است. اگر این الگوها به یکدیگر متصل شوند، به‌طوری‌که هر قطعه توانایی جابجایی داشته باشد، سیستم مختلطی که قادر به حرکت دریک یا دو یا سه جهت فضایی، بدست می‌آید. المان‌های سازه‌ای، میله‌هایی هستند که در انتهایشان به یکدیگر متصل شده‌اند و در یک گره میانی به صورت لولا به هم اتصال یافته‌اند که هرگاه ارتفاع شکل افزایش یابد، طول آن کاهش می‌یابد و برعکس. این امر یک مکانیزم نامیده می‌شود، که کاربرد آن به عنوان یک سازه، معنی ندارد، زیراحرکتهای آن، آن را برای تحمل بارها ناتوان می‌کند. اما اگر با استفاده از میله‌های اضافی یا تکیه گاهها، ارتفاع آن را ثابت نگه داریم، این L طول مجموعه قادر به مقاومت در برابر بارها خواهد بود. سازه‌های بازشو با قوس بیضی، سازه‌های تاشوی گسترده با قوس بیضی و سازه‌های تاشوی گنبدی یا قوس بیضی از این دسته‌اند که در بسیاری مواقع نیاز به یک پوشش سطح برای محافظت از باران، آفتاب یا باد است که توانایی اتصال به خود سازه وجود دارد. این پوشش‌ها معمولاً از پارچه می‌باشند. اولین کاربرد این چادرها در سالن‌های نمایشی، سیرک و چادرهای ارتش بوده‌است. پیشرفت فناوری باعث شده تا خواص زیر به آن افزوده شود:
۱.	افزایش دوام و طول عمر چادر
۲.	مقاومت در برابر آتش‌سوزی
۳.	کاهش در گسترش حریق و دودهای ساطعه
۴.	انرژی کمتر در تنظیم شرایط محیط
در مناطق گرمسیر این غشای چادری مقدار زیادی از نورخورشید را منعکس و دمای ساختمان را با مصرف کمتر انرژی تنظیم می‌کند و در مناطق سردسیر با بهره‌گیری از لایه‌های عایق حرارتی که منعطف و مات می‌شوند، با مصرف انرژی کمتری شرایط مطبوع را به وجود خواهد آورد.

## نیمکت آکاردئونی
این نیمکت (اثر گروه اسپانیایی سیمون) در دو وضعیت باز و بسته قرار می‌گیرد که علاوه بر این، امکان جداسازی هر یک از نیمکت‌ها به کمک مفصل‌های چوبی مابین نیمکت‌ها وجود دارد که با توجه به مکانیزم باز و بسته شدن کار می‌کند.
نحوه کاربری این سازه به گونه ایست که واحد تاشونده پایه از دو عضوی که در وسط یا نزدیکی وسط طولشان به یکدیگر متصل شده‌اند و مکانیزم قیچی را به وجود می‌آورند، ساخته شده‌است. این نیمکت از چوب و پارچه ساخته شده‌است